# Amtsgericht Eggenfelden

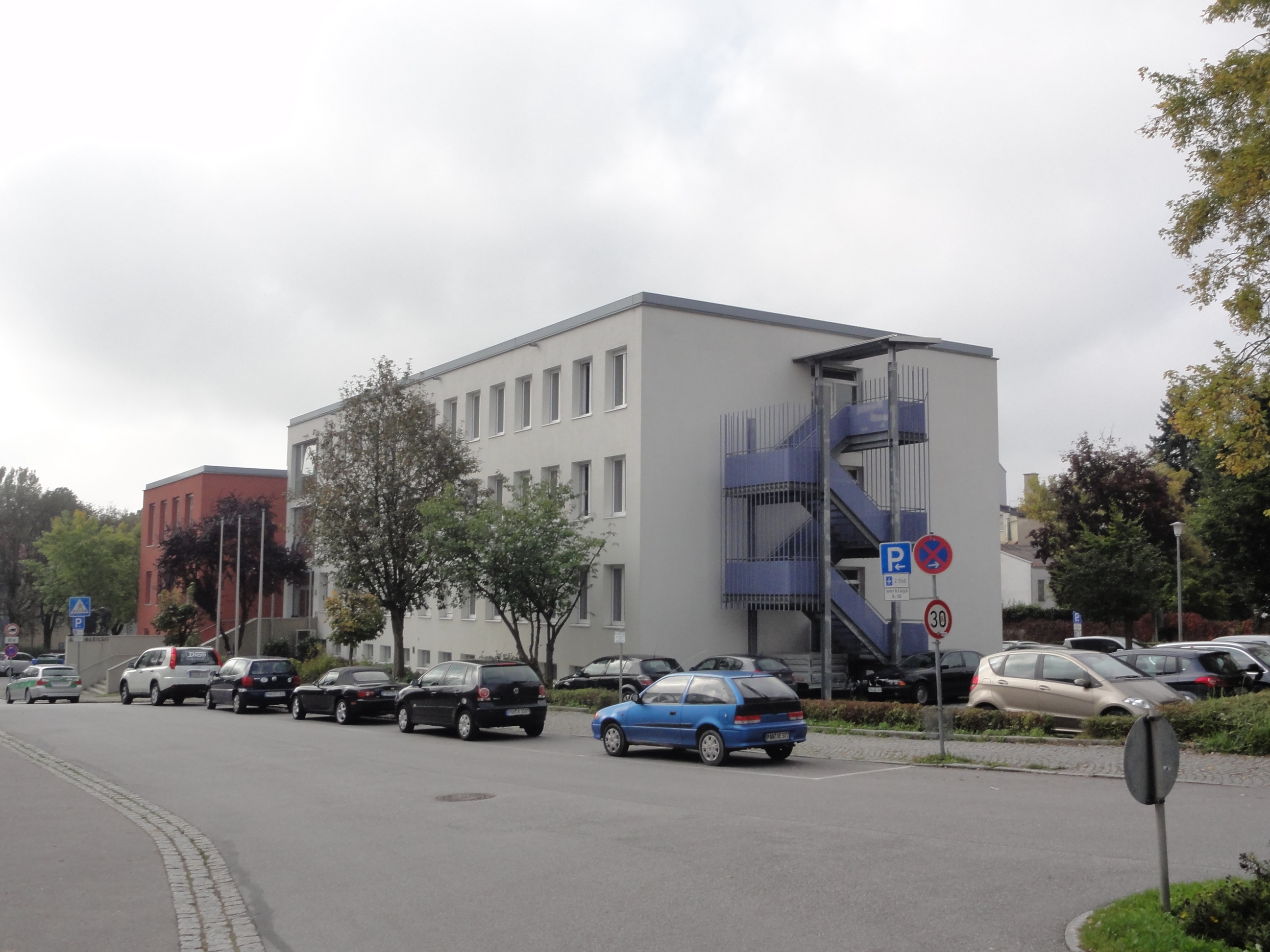
Amtsgericht Eggenfelden (Außenansicht; 2014)

Das Amtsgericht Eggenfelden ist eines von 73 Amtsgerichten in Bayern und ein Gericht der ordentlichen Gerichtsbarkeit mit Sitz in der Stadt Eggenfelden.

## Zuständigkeitsbereich und Instanzenzug
Das Amtsgericht Eggenfelden ist zuständig für den Landkreis Rottal-Inn. Für das Genossenschafts-, Handels- und Vereinsregister sowie in Insolvenzverfahren und bei Zwangsversteigerungen ist das Amtsgericht Landshut zuständig.
Übergeordnete Instanzen sind der Reihe nach das Landgericht Landshut, das Oberlandesgericht München und der Bundesgerichtshof.

## Geschichte
Anlässlich der Einführung des Gerichtsverfassungsgesetzes am 1. Oktober 1879 wurde in Eggenfelden ein Amtsgericht errichtet, dessen Sprengel aus dem vorherigen Landgerichtsbezirk Eggenfelden gebildet wurde und folglich die damaligen Gemeinden Diepoltskirchen I, Diepoltskirchen II, Eggenfelden, Falkenberg, Gangkofen, Geratskirchen, Gern I, Gern II, Hammersbach, Hebertsfelden, Hickerstall, Hirschhorn, Huldsessen, Kirchberg, Kollbach, Langeneck, Linden, Lohbruck, Malling, Martinskirchen, Massing, Mitterskirchen, Obertrennbach, Panzing, Peterskirchen I, Reicheneibach, Rimbach, Rogglfing, Sallach, Staudach, Taufkirchen, Unterdietfurt, Unterhausbach, Wolfsegg und Wurmannsquick umfasste.
Durch die kriegsbedingte Herabstufung des Amtsgerichts Arnstorf zur Zweigstelle des Amtsgerichts Eggenfelden vergrößerte sich der Eggenfeldener Gerichtsbezirk um Arnstorf, Emmersdorf, Fünfleiten, Hainberg, Jägerndorf, Johanniskirchen, Kohlstorf, Langgraben, Malgersdorf, Mariakirchen, Mitterhausen, Münchsdorf, Pischelsdorf, Pörndorf, Roßbach, Ruhstorf, Ruppertskirchen, Sattlern, Schmiedorf, Schönau I, Schönau II, Simbach, Thanndorf, Untergrafendorf, Unterhöft, Unterzeitlarn und Zell.
Die Zweigstelle Arnstorf wurde am 1. Juli 1959 geschlossen.
Mit Inkrafttreten des Gesetzes über die Organisation der ordentlichen Gerichte im Freistaat Bayern am 1. Juli 1973 wurde das Amtsgericht Eggenfelden für den gesamten Landkreis Rottal-Inn zuständig, hierdurch erweiterte sich sein Sprengel um den Bezirk der aufgelösten Amtsgerichte Pfarrkirchen und Simbach, die Orte Birnbach und Kindlbach vom Amtsgerichtsbezirk Griesbach, die Ortschaften Dirnaich und Hölsbrunn vom aufgehobenen Amtsgerichtsbezirk Vilsbiburg nebst dem Ort Bayerbach vom Amtsgerichtsbezirk Rotthalmünster. Im Gegenzug mussten Langgraben, Pischelsdorf, Ruhstorf und Simbach an das Amtsgericht Landau an der Isar und Pörndorf an das Amtsgericht Passau abgegeben werden.

## Gerichtsgebäude
Das Amtsgericht befindet sich an der Feuerhausgasse 12 im Stadtzentrum.